# Чарльз Стенлі Нотт
Чарльз Стенлі Нотт (1887—1978) — письменник, видавець, перекладач і учень Георгія Гурджієва.

## Життєпис
Нотт народився в Бедфордширі, Англія, і виріс у селі в Гартфордширі.
Він вперше зустрівся з Гурджієвим і А. Р. Оражем у Нью-Йорку в 1923 році. Він провів деякий час в Інституті гармонійного розвитку людини та став близьким учнем Гурджієва. Нотт допоміг у публікації та розповсюдженні першої опублікованої книги Гурджієва «Вісник прийдешнього добра». Він написав дві книги про своє життя та досвід роботи з Гурджієвим, Оражем і П. Д. Успенським.
Нотт мав видавничий бізнес у Лондоні до початку Другої світової війни. Він допоміг А. Р. Оражу заснувати видання The New English Weekly у 1932 році.